# الدوري الهولندي الدرجة الأولى 1978–79
الدوري الهولندي الدرجة الأولى 1978–1979 هو الموسم الثالث والعشرون من الدوري الهولندي الدرجة الأولى منذ إنشائه في عام 1956. فاز بهذا الموسم نادي إكسلسيور.

## الفرق
يشارك 20 نادي في الدوري: النادي الذي يحتل المرتبة الأولى في هذا الدوري يتأهل مباشرة إلى الدوري الهولندي الممتاز، تأهل في هذه الدوري نادي إكسلسيور.